# Station Langelsheim
Station Langelsheim (Bahnhof Langelsheim) is een spoorwegstation in de Duitse plaats Langelsheim, in de deelstaat Nedersaksen. Het station ligt aan de spoorlijn Neuekrug-Hahausen - Goslar en de vroegere spoorlijnen naar Altenau en Vienenburg.

## Locatie
Het station ligt zuidoostelijk van Langelsheim direct ten westen van de Kreisstraße 35 naar Wolfshagen im Harz. Ten zuiden van het station loopt de autoweg B 82.

## Geschiedenis
De Magdeburg-Halberstädter Eisenbahngesellschaft (MHE) onderhandelde vanaf 1871 over de bouw van een spoorlijn ten noorden van de Harz, in mei 1874 begon de bouw. De spoorlijn vanaf het rangeerstation Vienenburg via Grauhof en Langelsheim tot Lautenthal werd op 25 oktober 1875 voor het goederenverkeer en op 15 november 1875 voor het reizigersverkeer in gebruik genomen en in 1877 tot Clausthal verlengt.
Hieraan werd op 15 september 1877 een zijlijn van de Braunschweigische Eisenbahn-Gesellschaft naar Neuekrug-Hahausen aangesloten, die voor het oost-westgoederenverkeer van Halberstadt naar Kreiensen een omweg via Salzgitter-Ringelheim bespaarde. Deze spoorwegmaatschappij bouwde ook de verlenging naar Goslar, die op 1 mei 1883 geopend werd. Sindsdien verliep het goederenverkeer over de vlakkere spoorlijn door Grauhof, terwijl het reizigersverkeer via Goslar reed. Daarnaast werd ook plaatselijk goederenverkeer in Langeslheim, Herzog-Julius-Hütte en Goslar bediend.
De oude goederenlijn via Grauhof verloor door de Duitse deling veel verkeer en werd in 1954 gesloten. In 1976 werd door de landelijke sluitingen van zijlijnen ook de spoorlijn naar Altenau gesloten.

## Verbindingen
De volgende treinserie doet het station Langelsheim aan:
| Serie | Treinsoort                   | Route                                                                                 | Bijzonderheden |
| ----- | ---------------------------- | ------------------------------------------------------------------------------------- | -------------- |
| RB 82 | Regionalbahn (DB Regio Nord) | Göttingen – Northeim (Han) – Kreiensen – Seesen – Langelsheim – Goslar – Bad Harzburg |                |